# Австралійська рада профспілок
Австралійська рада профспілок (англ. Australian Council of Trade Unions, ACTU) — організація, що об'єднує профспілки робітників у Австралії. З 300 спілок в Австралії 46 є членами ACTU, що становить близько 1 800 000 профспілкових активістів. ACTU мала і має міцні стосунки з Австралійською лейбористською партією (ALP), наприклад, колишній президент ACTU Роберт Гоук, став головою ALP а згодом і прем'єр-міністром Австралії. Багато членів ATCU були і є представлені в парламентах.